# Plélan-le-Grand
Plélan-le-Grand (en bretó Plelann-Veur) és un municipi francès, situat a la regió de Bretanya, al departament d'Ille i Vilaine. L'any 2006 tenia 3.394 habitants.

## Demografia
| 1962                                       | 1968  | 1975  | 1982  | 1990  | 1999  |
| ------------------------------------------ | ----- | ----- | ----- | ----- | ----- |
| 2.271                                      | 2.336 | 2.284 | 2.349 | 2.566 | 2.940 |
| Des de 1962: població sense dobles comptes |       |       |       |       |       |

## Administració
| Període   | Identitat               | Partit        |
| --------- | ----------------------- | ------------- |
| 1979-1995 | Marie-Joseph Bissonnier | Divers droite |
| 1995-2008 | Joël Turquety           | Divers droite |
| 2008-     | Laurent Peyrègne        |               |